# Фал
Фал (фр. Fals) насеље је и општина у југозападној Француској у региону Аквитанија, у департману Лот и Гарона која припада префектури Ажан.
По подацима из 2011. године у општини је живело 359 становника, а густина насељености је износила 38,19 становника/km². Општина се простире на површини од 9,4 km². Налази се на средњој надморској висини од 180 метара (максималној 176 m, а минималној 49 m).

## Демографија
| 1962. | 1968. | 1975. | 1982. | 1990. | 1999. | 2011. |
| ----- | ----- | ----- | ----- | ----- | ----- | ----- |
| 123   | 156   | 167   | 200   | 273   | 290   | 359   |

График промене броја становника у току последњих година